# Festa Major de la Trinitat Nova
La Festa Major de la Trinitat Nova se celebra la primera setmana de juny al barri de Trinitat Nova del districte de Nou Barris de Barcelona. La Comissió de Festes de la Trinitat Nova és la plataforma que coordina les entitats i associacions del barri que participen en la festa major, muntant activitats tan diverses com ara conferències, concerts, balls, àpats populars, tallers i animació per a infants, una cercavila gegantera i un correfoc. Aquesta festa major se celebra des de l'any 1979.

## Actes destacats
- Cercavila de gegants. La primera tarda de festa és guiada per la imatgeria festiva popular: una cercavila de gegants, encapçalada per la Trini, la geganta del barri, circula pels carrers principals del barri.[1]
- Cantada d'havaneres. El parc de la Trinitat Nova acull cada any una cantada d'havaneres acompanyada de rom cremat per a tothom. Un grup musical interpreta les havaneres i les cançons de taverna més populars perquè els veïns i veïnes el puguin acompanyar.[1]
- Correfoc. L'últim dia de festa major hi ha un dels actes més espectaculars: el correfoc del drac i la colla de diables de Nou Barris, que fan un itinerari pels carrers més cèntrics. En acabat, un castell de focs artificials posa fi a la festa major fins a l'any vinent.[1]